# Édouard Cuyer
Édouard Cuyer, né le 8 juin 1852 à Paris et mort à Boulogne-Billancourt le 2 mars 1929, est un artiste peintre et anatomiste français.

## Biographie
Pierre Jacques Édouard Cuyer est le fils d'Émile Marc Henry Cuyer et de Françoise Giey.
Élève de Léon Bonnat, il expose au Salon entre 1876 et 1888, puis devient professeur d'anatomie à l'Ecole nationale des arts décoratifs.
Il épouse en 1899 Louise Tréry; Mathias-Marie Duval et Paul-Alfred Colin sont témoins du mariage.
Il meurt à son domicile à l'âge de 76 ans.

## Publications
Entre autres :
- Les Allures du cheval démontrées à l'aide d'une planche coloriée, découpée, superposée et articulée, J.-B. Baillière et fils, 1883
- Anatomie artistique du corps humain, J.-B. Baillière et fils, 1886
- Le dessin et la peinture, J.-B. Baillière et fils, 1893
- Histoire de l'anatomie plastique, les maîtres, les livres et les écorchés avec Mathias-Marie Duval, Société française d'éditions d'art, 1898[3]